# Liste des évêques de Bo
Liste des évêques de Bo
(Dioecesis Boënsis)
L'évêché de Bo est créé le 15 janvier 2011, par scission de l'archevêché de Freetown et Bo.

## Sont évêques
- depuis le 15 janvier 2011 : Charles Campbell (Charles Allieu Matthew Campbell)

## Sources
- L'ANNUAIRE PONTIFICAL, sur le site http://www.catholic-hierarchy.org, à la page http://www.catholic-hierarchy.org/diocese/dbosl.html.